# جان-دينيس جيرارد
جان-دينيس جيرارد هو سياسي كندي، ولد في 15 يناير 1967 في تروا ريفيير في كندا. نشط حزبياً في حزب كيبيك الليبرالي. وقد انتخب عضو الجمعية الوطنية في كيبك ‏ عن دائرة Trois-Rivières (provincial electoral district) ‏ خلال فترته النيابية ‏ (17 أبريل 2014 – 1 أكتوبر 2018).